# استهلاك وسيط
الاستهلاك الوسيط (يُطلق عليه أيضًا «الإنفاق الوسيط») هو مفهوم اقتصادي يستخدم في الحسابات القومية، مثل نظام الأمم المتحدة للحسابات القومية (يو إن إس إن آيه)، وحسابات الدخل والمنتجات الوطنية الأمريكية (إن آي بي آيه) ونظام الحسابات الأوروبي (إي إس آيه).
من الناحية النظرية، فإن إجمالي «الاستهلاك الوسيط» يساوي مقدار الفرق بين إجمالي الإنتاج (تقريبًا، إجمالي قيمة المبيعات) وصافي الإنتاج (إجمالي القيمة المضافة أو الناتج المحلي الإجمالي). في الاقتصاد الأمريكي، يمثل إجمالي الاستهلاك الوسيط حوالي 45% من إجمالي الإنتاج. نما عنصر الخدمات في الاستهلاك الوسيط بقوة في الولايات المتحدة، من حوالي 30% في ثمانينات القرن العشرين إلى أكثر من 40% اليوم.
وبالتالي، فإن الاستهلاك الوسيط عبارة عن تدفق محاسبي يتكون من إجمالي القيمة النقدية للسلع والخدمات المستهلكة أو المستخدمة كمدخلات في الإنتاج من قبل الشركات، بما في ذلك المواد الخام والخدمات ومصروفات التشغيل المختلفة الأخرى.
نظرًا لأنه يجب طرح هذه القيمة من إجمالي الناتج للوصول إلى الناتج المحلي الإجمالي، فإن كيفية تحديدها وتقديرها بدقة ستؤثر بشكل مهم على حجم تقدير الناتج المحلي الإجمالي.
يمكن أن تتغير السلع أو الخدمات الوسيطة المستخدمة في الإنتاج إما من حيث الشكل (مثل السكر بالجملة) أو من حيث استهلاكها بالكامل (مثل الطاقة الكهربائية).
لا يُصنّف الاستهلاك الوسيط (على عكس الأصول الثابتة) عادةً في الحسابات القومية حسب نوع السلعة أو الخدمة، لأن الحسابات ستظهر صافي الإنتاج حسب القطاع أو النشاط. مع ذلك، في بعض الأحيان يتوفر مزيد من التفاصيل في الحسابات القطاعية للدخل والمصروفات (مثل التصنيع)، ومن جداول المدخلات والمخرجات التي تبين قيمة المعاملات بين القطاعات الاقتصادية.

## استثناءات
يستثنى من الاستهلاك الوسيط في نظام الـ (يو إن إس إن آيه):
- قيمة إهلاك الأصول الثابتة.
- الأشياء الثمينة التي اشترتها المؤسسات مثل الأعمال الفنية والمعادن الثمينة والأحجار والحلي والمجوهرات.
- عمليات التجديد أو إعادة البناء أو التوسع في الأصول الثابتة الحالية لتعزيز كفاءتها أو قدرتها، أو إطالة عمر العمل المتوقع لها.
- الأسلحة العسكرية مثل الصواريخ، والقذائف ورؤوسها الحربية المستخدمة فعليًا في القتال، والآليات والمعدات العسكرية من نفس النوع التي تستخدمها المؤسسات المدنية لأغراض غير عسكرية (مراجعة اليو إن إس إن آيه لعام 2008 تُغير التعاريف إلى حد ما).
- الخدمات الجماعية التي يقدمها القطاع العام (توفير وسائل النقل والأمن وغيرها).
- النفقات على التنقيب عن المعادن.
- التحويلات الاجتماعية التي تقدمها الحكومة للأسر.

## تضمينات
يُضمّن في الاستهلاك الوسيط في نظام الـ يو إن إس إن آيه ما يلي:
- مصروفات التشغيل مثل الإيجارات المدفوعة عند استخدام الأصول الثابتة المؤجرة، وكذلك الرسوم والعمولات والعوائد، إلخ، مستحقة الدفع بموجب ترتيبات الترخيص.
- قيمة السلع أو الخدمات المستخدمة كمدخلات في الأنشطة المساعدة مثل الشراء، المبيعات، التسويق، المحاسبة، معالجة البيانات، النقل، التخزين، الصيانة، الأمن، إلخ.
- الصيانة البسيطة الاعتيادية والمنتظمة وإصلاح الأصول الثابتة المستخدمة في الإنتاج.
- النفقات على السلع المنتجة المعمرة الصغيرة وغير المكلفة التي تستخدم لتنفيذ عمليات مستمرة بسيطة نسبيًا.
- النفقات على البحث والتطوير، وتدريب الموظفين، وأبحاث السوق والأنشطة المماثلة.
- جميع السلع باستثناء المساكن التي حصلت عليها المؤسسات الحكومية العاملة في مجال إنتاج خدمات الدفاع، بما في ذلك نفقات الجيش على أسلحة الدمار والمعدات اللازمة لإيصالها.
- الإيجارات المدفوعة على المباني أو المعدات بموجب عقد إيجار تشغيلي.

## مبادئ التقييم
من الناحية النظرية، ينبغي تقييم السلع أو الخدمات الوسيطة بأسعار السوق حسب المشتري (بما في ذلك تكاليف المعاملات وضرائبها)، في الوقت الذي تدخل فيه السلعة أو الخدمة في عملية الإنتاج، وليس عند شراءها من قبل المُنتِج.
في الممارسة العملية، ستتزامن الحالتان مع مدخلات الخدمات، ولكن على الأغلب ليس للسلع، لأنه هذه يمكن شراؤها وتخزينها لبعض الوقت كمخزونات، قبل استخدامها فعليًا في الإنتاج.